# Terzaghi Lecture
A Terzaghi Lecture é uma premiação concedido anualmente desde 1963 pela Sociedade Americana de Engenheiros Civis (American Society of Civil Engineers - ASCE), que é associado a uma palestra (lecture). É denominada em memória de Karl von Terzaghi. As palestras são apresentadas no encontro anual da ASCE, e publicadas no Journal of Geotechnics da ASCE (o nome do periódico mudou ao longo dos anos, sendo denominado atualmente Journal of Geotechnical and Geoenvironmental Engineering of ASCE).
Não confundir com o Prêmio Terzaghi também da ASCE.